# モータースカウト

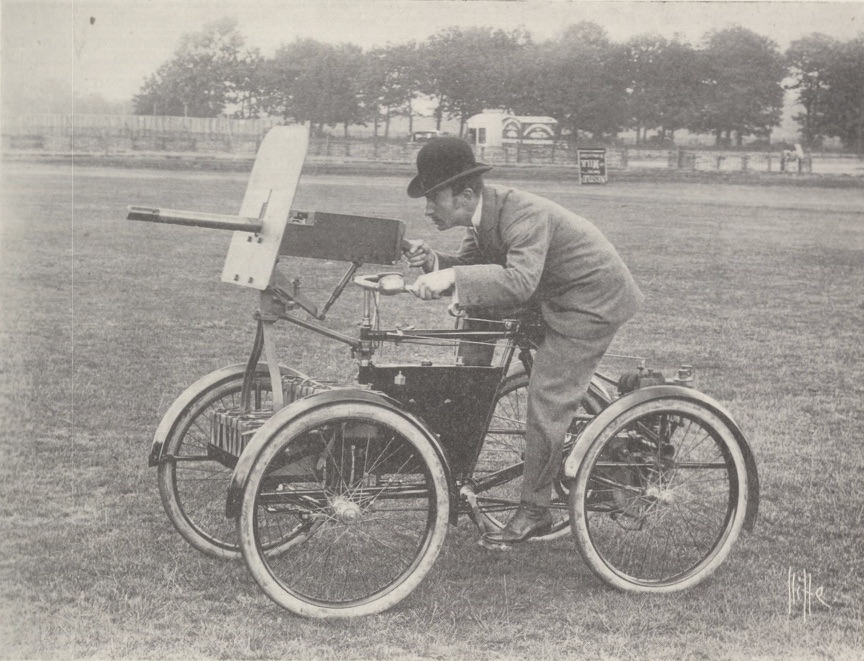
モータースカウト (1899年)

モータースカウト(英語: Motor Scout)は、イギリスで開発された世界初のガソリンエンジンを搭載した装甲車両である。

## 概要
1898年、フレデリック・リチャード・シムズによって歩兵連隊や騎兵の補助車両として開発された。
四輪車の前輪上部にマキシム機関銃を搭載し、そばには1,000発の弾薬を置いた。操縦手は搭載された機関銃を操作して戦闘するので、操縦手保護のために鉄製の板が設置された。
車体後方にはシムズによる1.5馬力の電磁気点火方式ガソリンエンジンが搭載されたが、このエンジンはガソリン満載で120マイル(キロ換算で193.1キロ)もの走行が可能であった。ただ、不整地の道での走行には向いていなかった。また、モータースカウトは銃座を取り外して2座席にすることも可能であり、非武装・非装甲で2座席にしたモータースカウトが一般用として120ポンドで発売されていた。
なお、エンジンの馬力と登坂能力が弱かったため、ペダルによる人力操作で補っており、エンジン付きの四輪自転車といった趣でもある。